# فرانز ماير
فرانز ماير (بالألمانية: Franz Meyer )‏ (و. 1953 – م) هو سياسي، من ألمانيا، ولد في فيلزهوفن، هو عضوٌ في حزب الاتحاد الاجتماعي المسيحي بولاية بافارياشارك في الانتخابات الرئاسية الألمانية 1999 ‏.

## مناصب
تولى منصب عضو مجلس الشورى الموحد بافاريا.

## جوائز
حصل على جوائز منها:
- وسام الاستحقاق البافاري
- الميدالية الدستورية البافارية الذهبية ‏
- Order of St. Sylvester [الإنجليزية]‏.